# Claudio Vercelli
Claudio Vercelli (Torino, 10 agosto 1964) è uno storico italiano contemporaneista.
Le sue aree specifiche di competenza sono la storia europea del Novecento, quella mediorientale e i regimi totalitari.

## Biografia
Compie i suoi studi presso la Statale di Torino e la Statale di Milano prima in Scienze Politiche con indirizzo politico-internazionale e quindi formandosi come storico contemporaneista di relazioni internazionali.
Già «ricercatore e coordinatore del progetto didattico Usi della storia, usi della memoria presso l'Istituto di gli studi storici Gaetano Salvemini di Torino», oltre ad essere membro del suo comitato scientifico, si occupa delle deportazioni, dei sistemi concentrazionari, dei genocidi e di negazionismo dell'Olocausto argomenti sui quali ha pubblicato diversi saggi storici, partecipato a conferenze e convegni, rilasciato interviste.
È inoltre docente di storia dell'ebraismo all'Università Cattolica di Milano nonché di storia dell’Europa contemporanea presso l’Università Popolare di Torino.
Numerosi i suoi studi monografici su diversi temi di storia contemporanea.
Dal 2003 è pubblicista professionista iscritto all'Ordine dei giornalisti del Piemonte. Redattore della rivista Shalom "mensile di informazione e cultura ebraica", edito dalla Comunità ebraica di Roma, uno dei principali organi di informazione degli ebrei italiani. Collabora anche con Patria Indipendente, rivista edita dall' Associazione Nazionale Partigiani d'Italia oltre che con la pubblicazione online Moked e con il mensile Pagine Ebraiche, due pubblicazioni dell'Unione delle comunità ebraiche italiane (UCEI). Dal 2010, per le pagine culturali, è collaboratore del quotidiano il manifesto.
Consulente scientifico per la Rete Universitaria per il Giorno della Memoria, ha concorso alla cura della IV edizione (nel 2015) e della V edizione (nel 2016) del Corso di Storia e didattica della Shoah, «articolato come convegno»,  all'Università degli Studi di Bari Aldo Moro. Come afferma Massimo Raffaeli, Vercelli ha dato «notevoli contributi in materia di Shoah» e, ad avviso dello storico Francesco Germinario, il suo libro Il negazionismo. Storia di una menzogna che tanto interesse ha suscitato sulla stampa nazionale, «costituisce il primo contributo italiano [impegnato] a ricostruire il fenomeno nelle sue varie articolazioni nazionali e argomentative».
Una peculiarità dello storico torinese come studioso dell'Olocausto, è stato l'interesse rivolto anche ai non ebrei deportati ed imprigionati nei campi di concentramento così come, più in generale, a tutte quelle altre categorie che lo furono per ragioni politiche, etniche e religiose. Lo storico oltre a diversi saggi pubblicati nel corso del tempo, ha raccolto parte delle sue ricerche in due monografie maggiori. La prima di esse è Tanti olocausti. La deportazione e l’internamento nei campi nazisti, nella quale sono spiegate le vicissitudini e le tragedie dei non ebrei oppressi e perseguitati dal nazismo e dai fascismi europei, dai gay agli "asociali", dai rom ad una parte delle popolazioni dell'Est europeo fino ai prigionieri politici. Il testo ricostruisce anche la storia e le dinamiche interne ai campi di concentramento tedeschi, dal 1933 al 1945. Il secondo volume di maggior rilievo è Triangoli viola. Le persecuzioni e la deportazione dei testimoni di Geova nei Lager nazisti, una minoranza religiosa che nonostante "ariana" subì una dura persecuzione.
Come relatore, ha partecipato a diverse conferenze, convegni nazionali, seminari, dibattiti e workshop. Fra gli altri va ricordato il convegno del 2014 organizzato dalla Società italiana per lo studio della storia contemporanea sul tema Shoah e negazionismo nel Web: una sfida per gli storici presso l'Università Roma Tre e il Senato della Repubblica, insieme a seminari internazionali, come quello tenuto a Torino nel 2011 sul tema: Razzismo, pregiudizio etnico e xenofobia. Più recenti sono attività come il ciclo di cinque lezioni al Teatro Franco Parenti di Milano sulla Storia dello Stato d'Israele, parte di una serie di corsi dedicati alla storia del sionismo e d'Israele organizzati dall'Unione delle comunità ebraiche italiane, le giornate di studio, le giornate della memoria, e giorno del ricordo. Inoltre, è stato chiamato da diversi enti come accompagnatore scientifico nei viaggi di studio riguardanti i luoghi della Shoah in Europa. Invitato dalla RAI a condurre una serie di tre trasmissioni radiofoniche per il programma Lezioni di Wikiradio, è intervenuto su Ben Gurion, Oskar Schindler e su La dichiarazione Balfour. e per la Radiotelevisione svizzera di lingua italiana, è stato ospite nel 2013 da Corrado Augias per il programma televisivo Le storie - Diario italiano di Rai3 per una intervista su il negazionismo della Shoah.

## I Triangoli viola
Lo studio delle persecuzioni nazifasciste nei confronti dei testimoni di Geova, conosciuti all’epoca come Bibelforscher, ossia «studenti biblici» e della deportazione di una parte significativa di essi, soprattutto in Germania e in quella parte dei paesi occupati dai tedeschi dall’annessione dell’Austria nel 1938 in poi, è uno dei contributi più significativi di Vercelli allo studio dei sistemi concentrazionari. Già come collaboratore del sito www.triangoloviola.it, e in una serie di interventi rivolti al pubblico, si era impegnato a identificarne i tratti specifici. Anche da ciò era poi derivata la necessità di dare corso ad una trattazione sistematica.
In particolare, oltre a ricostruirne le dinamiche storiche, lo studioso si è confrontato con il meccanismo della rimozione di quella vicenda nella coscienza europea. Al riguardo ha scritto: «la memoria storica della deportazione dei Bibelforscher è stata a lungo ancorata ad una dimensione privata che sfuggiva ad una condivisione che non fosse quella dei correligionari e dei famigliari. Il ricordo del male subito, infatti, si inserisce all’interno di una narrazione di sé e della propria esistenza, che demanda a categorie di auto-interpretazione in accordo con la concezione religiosa in ragione della quale le vittime erano state imprigionate in un campo di concentramento. Per i testimoni di Geova anche l’esperienza concentrazionaria rientrava tra le persecuzioni dei fedeli previste, o comunque desumibili, dalle Scritture. Posta la questione in questi termini, ha quindi un senso evocare nel caso esclusivo di questi prigionieri, e di quelli appartenenti ad altre confessioni, detenuti individualmente in ragione del loro credo e non di altro, il richiamo ad una peculiare forma di resistenza spirituale e morale che si affianca al più ampio e complesso fenomeno delle resistenze civili che attraversarono l’Europa negli anni del dominio nazifascista».

## La menzogna del negazionismo, una sfida allaStoria della Shoah
(Claudio Vercelli)
Un tema inerente alla storia della Shoah a cui Vercelli ha prestato particolare attenzione  è il negazionismo dell'Olocausto, dimostrando nei suoi scritti che "la mentalità" negazionista, di fatto ignora sia la ricerca storica sia la discussione storiografica e questo proprio grazie all' "habitat comunicativo" del "piccolo universo autoreferenziato" in cui i negazionisti si muovono, cercando di ottenere attenzioni e consensi di pubblico.
La chiave di lettura di tale "fenomeno sociologico" come anche "pseudointelettuale", secondo lo storico, ha delle caratteristiche e degli scopi ben precisi, alcuni esplicitamente dichiarati come la negazione dell'Olocausto, altri più subdoli ed ambigui come il complottismo,  per giungere quindi all' antisemitismo.
Cos'è il "negazionismo dell'Olocausto"? L'espressione ricorda Vercelli fu coniata nel 1987 dallo storico francese, Henry Rousso. Con essa «si intende definire l'insieme di affermazioni. di posizione e di personaggi, che, a vario titolo, si riconoscono nella negazione dell'evidenza dello sterminio degli ebrei per mano nazista». In particolare, sono rifiutati i riscontri storici dell'assassinio in massa delle vittime attraverso l'uso della camere a gas, così come la volontà politica per parte nazista di procedere in questo programma criminale.
L'inesistenza dello sterminio degli ebrei «si alimenta della secolare teoria della cospirazione giudaica internazionale», costituendone per più aspetti la prosecuzione. Gli ebrei avrebbero inventato la «menzogna di Auschwitz», per ricattare la Germania e la collettività mondiale.
A tale riguardo, in quanto antecedenti logici, si pongono «due archetipi storici»: i Protocolli dei Savi di Sion e l'Affare Dreyfus.
Ragion per cui la Shoah sarebbe una fiaba macabra costruita «ad arte per perseguitare incolpevoli responsabili, i tedeschi, e per rinnovare l'egemonia di coloro che nella storia occidentale e, in particolare dalla Rivoluzione francese, costituirebbero gli occulti burattinai nelle vicende collettive, [...] ossia gli ebrei».
E su questo tema, Vercelli fa alcune importanti considerazioni rilevando che il fenomeno del negazionismo anche se menzogna e «sfida alla cognizione del tempo e alla sua elaborazione collettiva», ha in se una notevole "carica eversiva".
Oltre al negazionismo "ideologico", ossia motivato dall'adesione ai temi del neonazismo (laddove gli apologeti di Hitler cancellano le peggiori colpe del suo regime, dichiarano che lo sterminio non sia mai avvenuto) e a quello "tecnico", tale perché fortemente ancorato ad una lettura tendenziosa, se non motivata da una volontà di falsificazione deliberata, delle fonti storiche, un campo rilevante è oggi costituito dal negazionismo praticato nel mondo virtuale e in alcuni ambienti dell'islamismo radicale. Nel caso di internet, ed in particolare dei social network la diffusione di tesi complottistiche si incontra con una concezione sospettosa, ai limiti del rifiuto, di una parte della narrazione storica, insieme ad un approccio cognitivo e, infine, ad un giudizio morale relativistici sui trascorsi delle nostre società.
Della storia, per come è assodata e comprovata, si dice che costituirebbe invece una sorta di versione ufficiale dei fatti del passato, una ricostruzione accomodante, in sintonia con gli interessi dei gruppi di potere dominanti che la diffonderebbero ossessivamente per tutelarsi manipolando le coscienze collettive. In questo caso il discorso negazionista si presenta sotto le false sembianze di una denuncia della "congiura" che offuscherebbe la comprensione del "vero" passato. Il web, afferma Vercelli, è anche: «una sfera virtuale che chiama in causa significativi aspetti caratteriali dell'individuo, sollecitandone un individualismo assoluto, un narcisismo tanto esasperato quanto debole [...]. Sul discorso della morte, della sua visibilità e del suo occultamento, il negazionismo gioca una parte della sua seduttività, alimentando un relativismo gnoseologico e cognitivo che si incontra con il cinismo e lo scetticismo, fattori che giocano un ruolo rilevante nel mondo in cui una parte dei giovani e dei meno giovani si rapporta a sé e al mondo circostante»
Nel caso del radicalismo islamista, sul quale l'autore si è soffermato ripetutamente, riscontra che: «il negazionismo antimondialista si crea da sé le fonti, manifestando un sostanziale disinteresse per quella ricerca documentaria che ha contraddistinto alcuni autori delle vulgate precedenti: il suo obiettivo infatti è quello della denuncia non di un passato falsificato ma di un presente intollerabile. Politicamente si alimenta dell'intreccio tra il neopopulismo, il vecchio terzomondismo e il comunitarismo. In campo islamista questa saldatura ideologica è netta. Sono tre ingredienti il cui intreccio è reso possibile dall'identificazione di una nuova "questione ebraica", quella incarnata dall'intollerabilità della presenza dello Stato d'Israele, inteso come ebreo collettivo, il quale raccoglie e condensa in un'unica istanza i peggiori aspetti attribuiti all' "eterno giudeo", quello che non muta mai nella sua malvagità. Strategico, in questa dinamica, rimane poi il riferimento al trattamento dei palestinesi, inteso come matrice che sarebbe insita nel giudaismo, incarnatosi ora in una realtà politica permanente».

## La storia dello Stato d’Israele
Un ulteriore campo di indagine di Vercelli è sia la storia dello Stato d’Israele che i conflitti mediorientali, ed in particolare quello arabo-israeliano. All’una e all’altro ha dedicato diverse monografie. Nello specifico, la ricostruzione della storia del moderno Stato degli ebrei è fatta risalire dall’autore a ben prima della sua materiale fondazione, ossia il 14 maggio del 1948, quando fu proclamata la sua dichiarazione d’indipendenza. Il punto d’inizio è infatti situato con il definirsi e poi l’affermarsi del sionismo politico, in quanto movimento nazionale ebraico, non meno che con l’Aliyah, le ripetute migrazioni di gruppo di ebrei nella Palestina degli ultimi decenni di esistenza dell’Impero ottomano, poi proseguite negli anni del mandato britannico. Alla ricostruzione degli eventi storici che si intrecciano tra la seconda metà dell’Ottocento e i giorni nostri, Vercelli accompagna la trama complessa del comporsi e del ridefinirsi di una società ebraica tra vecchio e nuovo Yishuv, l’«insediamento» in Eretz Israel (la «terra d’Israele»), dal quale si originò l’attuale Stato.
Tra gli intenti dell’autore, oltre ad un’indagine di ordine storico, ci sono sia l’obiettivo di soffermarsi sulle ragioni che hanno portato alla nascita d’Israele sia una ricognizione sulla sua rilevanza politica nella storia contemporanea. Nel primo caso afferma che: «poiché ad essere messo in discussione è il diritto all’esistenza dello Stato d’Israele, una comprensione piena e compiuta della sua necessità storica e del suo fondamento morale e civile richiede una riflessione sulla natura di questo paese». Nel secondo caso ragiona sul fatto che: «Israele è il prodotto di una esperienza politica, culturale e sociale dipanatasi nel corso del Novecento. Secolo del quale racchiude in sé, nel suo modo di essere e presentarsi all’osservatore, molti aspetti e diverse peculiarità. Una sorta di catalogo del modernariato culturale e politico, in buona sostanza». Tra le diverse opinioni e le molteplici valutazioni Vercelli si sofferma anche sul nesso critico tra Shoah e fondazione dello Stato degli ebrei. Dinanzi all’affermazione per la quale il secondo costituirebbe una sorta di risarcimento voluto dalle potenze occidentali per lo sterminio delle comunità ebraiche, l’autore concorda con le testi espresse da Georges Bensoussan che smentiscono tale asserzione: Israele è il risultato di un processo politico, culturale e sociale a sé stante, che data, nel suo inizio, alla seconda metà del XIX secolo.

## Il conflitto arabo-israeliano
Intrecciato al discorso sul sionismo, e alle origini così come allo sviluppo dello Stato d’Israele, si pone la storia del lungo confronto tra gli ebrei che immigrarono nella Palestina ottomana e britannica, sulla base per l’appunto del progetto sionista, e le comunità arabe autoctone. Da ciò derivò il conflitto arabo-israeliano, insieme di confronti armati succedutisi dal 1948 ad oggi, e quindi, all’interno di esso, la contrapposizione di lungo periodo, anche politica e civile, tra israeliani e palestinesi. Al riguardo l’autore usa due registri nei suoi studi: da un lato svolge una ricostruzione di ordine storico, soffermandosi sulle diverse fonti; dall’altro, indaga il conflitto, nel suo insieme, anche da un punto di vista simbolico e culturale, ovvero come una rete di rappresentazioni, di immagini e di ruoli che si è andata cristallizzando nel corso del tempo rispetto alla percezione collettiva che se ne nutre.
Non la stessa cosa può dirsi per i suoi protagonisti. Così afferma: «il conflitto tra israeliani e palestinesi [...] continuamente richiamato e rappresentato dai mezzi di comunicazione di massa, schiacciato su una attualità che pare fondarsi sulla ripetizione ossessiva degli stessi cliché, ha invece una complessa storia, che si dipana nel corso di più di un secolo. Nel tempo sono mutati molti degli aspetti di fondo del confronto poiché sono cambiati i contesti e gli attori, le aspettative e le risorse. [...] Ragionarci sopra implica cogliere le discontinuità di cui si alimenta il nostro tempo. Forse per questo ci sembra così significativo, ovvero evocativo: è come uno specchio delle possibilità e dei limiti che accompagnano le società contemporanee e l’azione degli uomini». Tornano temi di fondo che Vercelli aveva già affrontato, sia pure con altri esiti, parlando della storia d’Israele.
La periodizzazione storica che viene offerta al lettore non segue quindi le tradizionali scansioni cronologiche ma si affida piuttosto a cicli considerati relativamente unitari nei loro intrinseci contenuti: «le origini del conflitto (1800-1914)»; «la Palestina tra le due guerre mondiali (1915-1936)»; «l’esplosione del conflitto (1939-1948)»; «gli anni della guerra fredda (1949-1966)»; «gli anni della svolta (1967-1989)»; «un conflitto infinito? (1990-giorni nostri)». Alla radice di ciò, secondo l’autore, la premessa per cui: «è storia ciò che demanda al confronto - e a volte allo scontro - tra interessi divergenti così come alla capacità di mediarli. Quando se ne deve fare un resoconto diventa quindi difficile trovare una espressione unitaria, che riesca a dare conto delle diverse posizioni. Complesso è soprattutto l’identificare un punto di sintesi obiettiva, quello che non dovrebbe offendere le distinte identità in campo. Non è meno complicato, poi, dare il senso del mutamento che sta dentro i processi storici, quel movimento collettivo che fa sì che i suoi protagonisti cambino e, con essi, ciò che vorrebbero rappresentare».

## Opere
- Claudio Vercelli, Dizionario dell'Olocausto A cura di Walter Laqueur, redazioni delle voci a p. 189, 442, 544 e 752), Torino, Giulio Einaudi editore, 2004, ISBN 978-88-0616-435-5.
- Claudio Vercelli e Giovanni Carpinelli, Israele e Palestina: una terra per due: le radici della guerra, le parole del conflitto, Torino, Gruppo Abele editrice, 2005, ISBN 978-88-7670-539-7.
- Claudio Vercelli, Israele. Storia dello Stato. Dal sogno alla realtà (1881-2007), Firenze, Giuntina, 2007, ISBN 978-88-8057-286-2.
- Claudio Vercelli, Breve storia dello Stato d'Israele 1948-2008, Roma, Carocci, 2008, ISBN 978-88-4304-484-9.
- Claudio Vercelli, Storia del conflitto israelo-palestinese, Bari-Roma, Laterza, 2010, ISBN 978-88-4209-327-5.
- Claudio Vercelli, Triangoli viola - Le persecuzioni e la deportazione dei testimoni di Geova nei Lager nazisti, Roma, Carocci, 2012, ISBN 978-88-4306-384-0.
- Claudio Vercelli, Tanti Olocausti, La deportazione e l'internamento nei campi nazisti, Firenze, La Giuntina, 2005, ISBN 88-8057-214-8. Claudio Vercelli, Il negazionismo. Storia di una menzogna, Bari-Roma, Laterza, 2013, ISBN 978-88-5810-519-1.
- Claudio Vercelli e Maria Teresa Milano, Come (non) si diventa razzisti? Ediz. illustrata, Casale Monferrato, Sonda, 2013, ISBN 978-88-7106-703-2.
- Claudio Vercelli, Alfredo Alietti e Dario Padovan, Antisemitismo, islamofobia e razzismo. Rappresentazioni, immaginari e pratiche nella società italiana, Milano, Franco Angeli Editore, 2014, ISBN 978-88-2047-192-7.
- Claudio Vercelli, Il dominio del terrore - Deportazioni, migrazioni forzate e stermini nel Novecento, Roma, Salerno Editrice, 2016, ISBN 978-88-8402-981-2.
- Claudio Vercelli e Francesca Recchia Luciani, Pop Shoah? Immaginari del genocidio ebraico, Genova, Il Nuovo Melangolo, 2016, ISBN 978-88-6983-014-3.
- Claudio Vercelli, Israele: 70 anni. Nascita di una nazione, Edizioni del Capricorno, 2018, ISBN 978-88-7707-384-6.
- Claudio Vercelli, Neofascismi, collana Stella polare, Edizioni del Capricorno, 2018, ISBN 978-88-7707-405-8.
- Claudio Vercelli, 1938. Francamente razzisti. Le leggi razziali in Italia, Edizioni del Capricorno, Torino 2018, ISBN 978-88-7707-410-2
- Claudio Vercelli, Soldati. Storia dell'esercito italiano, Roma-Bari, Laterza, 2019, ISBN 978-88-5812-023-1.
- Claudio Vercelli, Il negazionismo storia di una menzogna, in Storia della Shoah, 12° volume, pp. 1-208, in Corriere della sera inchieste, Milano, UTET e Corsera, 2019, ISSN 2038-0852 (WC · ACNP).
- Claudio Vercelli, L'anno fatale. 1919: da piazza San Sepolcro a Fiume,  Torino, Edizioni del Capricorno, 2019
- Claudio Vercelli, El Alamein, 1942, Torino, Edizioni del Capricorno, 2019.
- Claudio Vercelli, Frontiere contese a Nord Est. L'Alto Adriatico. le foibe e l'esodo giuliano-dalmata, Torino, Edizioni del Capricorno 2020. ISBN  978-88-7707-509-3
- Claudio Vercelli, Storia del conflitto israelo-palestinese, Bari-Roma, Laterza, 2020, nuova edizione rivista ed aggiornata ISBN 978-88-4209-327-5.
- Claudio Vercelli, Neofascismo in grigio. La destra radicale tra l'Italia e l'Europa, Torino, Einaudi 2021 ISBN 978-88-0624-549-8.
- Claudio Vercelli, Israele. Una storia in dieci quadri, Bari-Roma, Laterza, 2022.
- Claudio Vercelli, Capire le foibe, Torino, Edizioni del Capricorno, 2025.
- Claudio Vercelli, La battaglia di Berlino, Torino, Edizioni del Capricorno, 2025.

### Curatele
- Mario Renosio, Memorie d'acciaio. L'Unione Sovietica tra stalinismo e politiche repressive di Stato, a cura di Claudio Vercelli, Asti, ISRAT, 2004, ISBN 978-88-8952-301-8.
- Marco Novarino, La guerra di Spagna: Un paradigma del Novecento, a cura di Claudio Vercelli, ASTI, ISRAT, 2006, ISBN 978-88-8952-304-9.

### CD didattici
- Il treno della memoria, cd-rom didattico , 2006, di Claudio Vercelli, Tonino Cassarà e Federico Trocini, (presentazione all'Istituto di storia Gaetano Salvemini di Torino)